# Massacro di Suva Reka
Il massacro di Suva Reka (in albanese Masakra e Suharekës; in serbo Масакр у Сувој Реци?, Masakr u Suvoj Reci) si riferisce all'omicidio di massa di civili albanesi del Kosovo commesso da agenti di polizia serbi il 26 marzo 1999 a Suva Reka, in Kosovo, paese a maggioranza albanese allora parte della Repubblica Federale di Jugoslavia, durante la guerra in Kosovo.

## Massacro
Le vittime del massacro di Suva Reka sono state 48, di cui quattordici di età inferiore ai 15 anni. 46 di esse erano membri della famiglia Berisha - presi di mira perché avevano affittato una delle loro case agli osservatori OCSE a Suva Reka, che avevano dato un senso di sicurezza agli albanesi locali per poi ritirarsi dall'area quando iniziarono i bombardamenti della NATO. Una donna e due bambini sopravvissero al massacro. Le vittime vennero rinchiuse all'interno di una pizzeria in cui vennero lanciate due bombe a mano. Prima di portare i corpi fuori dalla pizzeria, la polizia avrebbe sparato a chiunque avesse ancora segni di vita. I corpi delle vittime vennero successivamente trasportati in Serbia e sepolti in fosse comuni vicino a una stazione di polizia a Batajnica, vicino a Belgrado.

## Conseguenze
Le indagini sul massacro di Suva Reka iniziarono tre anni dopo la scoperta delle fosse comuni in Serbia. Più di 100 testimoni vennero interrogati durante il processo, tra cui Shureta Berisha, che è sopravvissuta al massacro saltando fuori dal camion che trasportava i cadaveri. Il procuratore serbo per i crimini di guerra condannò 8 poliziotti per il massacro, compresi membri del 37° SPU del MUP serbo. I testimoni chiave dell'Ufficio del Procuratore erano ex membri della polizia in grado di descrivere in dettaglio l'omicidio di civili albanesi e la rimozione dei loro corpi da Suva Reka.
Dopo un processo di tre anni, un tribunale per i crimini di guerra dichiarò colpevoli del massacro quattro ex poliziotti e ne condannò due a un massimo di 20 anni di carcere, uno a 15 anni e un altro a 13 anni. Tuttavia, i procuratori serbi per i crimini di guerra dihciararono che avrebbero presentato ricorso contro i verdetti, soprattutto perché il principale sospettato - il comandante dell'unità che ha effettuato il massacro è stato assolto. Suva Reka è stato il primo caso di crimini di guerra in Serbia relativo alle fosse comuni scoperte dopo la caduta di Slobodan Milošević.

## Riconoscenze
Nel 2021, viene aperto un museo proprio nella cittadina di Suva Reka. Precisamente nel ristorante Kalabria dove è avvenuto il massacro. Il Museo è dedicato alle vittime della famiglia Berisha, proprio quest'ultimo gruppo famigliare è stato il più colpito, contando un totale di 46 morti e 24 dispersi.
Il Museo presenta un'unica stanza, al cui centro si trova uno schermo costantemente acceso. Sono ancora visibili alcuni oggetti risalenti al giorno del massacro.